# ニャンちゅう!宇宙!放送チュー!
『ニャンちゅう!宇宙!放送チュー!』（ニャンちゅう うちゅう ほうそうチュー）は、NHK Eテレで2018年（平成30年）4月8日から毎週日曜日の7:00 - 7:29（JST）に放送されている子供向け・教養バラエティ番組。
前々身番組である『母と子のテレビタイム土曜版』『母と子のテレビタイム日曜版』『あつまれ!わんパーク』『ニャンちゅうといっしょ』については「ニャンちゅう」、また前身番組は『ニャンちゅうワールド放送局』を参照。

## 概要
番組内容
宇宙人に向けて地球を紹介する番組。地球から来たネコのニャンちゅうが、宇宙人のお姉さんのミライとキャラクターのベラボラと出会い、宇宙人向けの放送をスタート。地球に住む人々のくらしや文化を、何も知らない宇宙人たちにも分かるように、たのしく伝える。
番組の変遷
1992年度に、第1シリーズ「母と子のテレビタイム土曜版」、1993年度から1998年度に、第2シリーズ「母と子のテレビタイム日曜版」、1999年度から2000年度に、第3シリーズ「あつまれ!わんパーク日曜版」、2001年度から2002年度に、第4シリーズ「あつまれ!わんパーク土曜版」、2003年度から2004年度に、第5シリーズ「ニャンちゅうといっしょ」、2005年度から2017年度に、第6シリーズ「ニャンちゅうワールド放送局」が放送され、2018年度より、第7シリーズ「ニャンちゅう!宇宙!放送チュー!」が放送されている。
2018年4月12日から2021年3月25日まで毎週木曜日の17:35 - 17:40（JST）に5分版の「ニャンちゅう!宇宙!放送チュー!ミニ」も放送されていた。
2021年7月18日放送分で放送100回を達成した。
2022年度からは、毎週日曜日の7:00 - 7:25（JST）に移動。日曜日の夕方17:00については再放送となり、毎月最終日曜日の放送休止は無くなった。
2023年度からは、毎週日曜日の夕方17:00の放送を毎週木曜日の夕方16:10 - 16:35（JST）に移動。通常版が初めて平日に放送される。毎週日曜日の朝7:00については再放送となる。一方で、長年続いてきた日曜日の夕方17時台の放送が2023年3月26日を最後に終了した。
2023年4月2日は朝夕共に放送休止。
2024年3月28日より字幕放送を実施。
2024年度からは、毎週木曜日の夕方16:10の放送を毎週金曜日の夕方16:10 - 16:40（JST）に移動。また、ニャンちゅうの冠番組としては13年ぶりに放送時間が30分になる。
2025年度からは、毎週日曜日の朝7:00については再び本放送となる。一方で、本放送の毎週金曜日の夕方16:10の放送は、毎週水曜日の夕方16:30 - 17:00（JST）に再放送として移動。

## 出演者
メインキャラクター
- ニャンちゅう（声：津久井教生（2018年4月8日 - 2023年3月26日） → 羽多野渉（2023年1月8日 - ）[2][3][注 5]）
地球生まれのネコ。ねずみの服を身に着けたダミ声のネコ。大好物はまんじゅう。宇宙旅行の途中、ゼナゼナ星のお姉さんのタラスズやワラワラ星のキャラクターのベラボラと出会った。宇宙人のお姉さんのタラスズに誘われた事がきっかけとなり、月面から宇宙人向けの放送を始めることになる。

おねえさん
- タラスズ（鎮西寿々歌（FRUITS ZIPPER[注 6]））（2018年4月8日 - 2023年3月26日）[4]
ゼナゼナ星から来たシリーズ12代目のおねえさん。2018年4月8日放送分から出演。過去に『天才てれびくん』シリーズに出演していた。『ニャンちゅう』シリーズとして10代で就任した初のおねえさん。宇宙を旅しながら面白い星を探している最中に地球を見つけ、宇宙人に向けて地球を紹介する番組を始めた。ニャンちゅうのことは「ニャンちゅう」と呼ぶ。普段は隠しているが、額にも目がある3つ目だったことを披露している。2022年4月で出演5年目となり、『ニャンちゅう』シリーズのおねえさんとしては出演期間が歴代最長となった。2023年3月19日の放送分でゼナゼナ星に帰ることが明かされ、番組を卒業した。
- マイラ（舞良[注 7]）（2023年4月6日 - 2024年3月24日）
あいまい星から来たシリーズ13代目のおねえさん。2023年4月6日放送分から出演。あいまい星の宇宙人。どんなことも決めつけず、いい意味で、あらゆる可能性を信じる“あいまい”な性格の持ち主。いい加減でおおざっぱなところもたまにキズ。全宇宙に向けて番組を放送中のニャンちゅうたちに憧れ、仲間入りした。2024年3月14日の放送分であいまい星に帰ることが明かされ、番組を卒業した。
- ミライ（日向未来）（2024年3月28日 - 2025年3月23日）[5]
未来星から来たシリーズ14代目のおねえさん。2024年3月28日放送分から出演。未来星の宇宙人。2025年3月23日の放送分をもって、未来星に帰ることで番組を卒業した[6]。

おにいさん
- カイセイ（川野快晴）（2025年4月6日 - ）[7][8][9]
ハレバレ星から来たシリーズ初代おにいさん。2025年4月6日放送分から出演。ハレバレ星の宇宙人。

サブキャラクター
- ベラボラ（声：比嘉久美子）
2018年4月8日放送分から担当するワラワラ星からやってきたキャラクター。唇から手足が生えた様な容姿をしている。地球には興味があるが、まだ行った事がない。地球のガラクタを集めている。
- モニターくん（声：田尻浩章）
2022年度から2024年度まで出演。タラスズが作ったキャラクター。2022年度のみスタジオコーナーにも参加していた。2023年度から2024年度はタラスズがゼナゼナ星に帰った後も出演しており、地球キッズニュースのコーナーを担当していた。
- えーぞう（声：田尻浩章）
2023年4月6日放送分から担当するマイラと一緒にあいまい星からやってきたキャラクター。マイラのアシスタント、ロボットペットで、よき相談相手でもある。口癖は「えーぞう」。地球や宇宙の情報についてよく知っている。

その他
- おねんどお姉さん ひとみ（岡田ひとみ）
『ニャンちゅうワールド放送局』から続投。ほんわかした性格。雲の上から地球をながめて、目にとまったモノを、ねんどで作りつづけているお姉さん。
- おねんどお姉さんのお姉さん コネル（岡田ひとみ）
- ダンス☆マン
音あそびが好きなミラーボール星人。地球のさまざまな楽器にハマっている。

## 主題歌
2024年4月5日～
オープニングテーマ「ツナガルウチュウ！」
歌：imase/asmi　作詞・作曲：meiyo　編曲：100回嘔吐
エンディングテーマ「ココロウチュウ」
歌：imase/『ユイカ』　作詞・作曲：meiyo　編曲：100回嘔吐
オープニングテーマ「ニャンちゅう！宇宙！放送チュー！」 - JASRAC作品コード：237-4452-9
作詞・作曲：ダンス☆マン
エンディングテーマ「・－」 - JASRAC作品コード：237-4446-4
作詞・作曲：ダンス☆マン
テーマソング「ちきゅう」
作詞・作曲：ダンス☆マン／歌：鎮西寿々歌・ニャンちゅう・ベラボラ
テーマソング「ちきゅうランドへ行こう！」
作詞・作曲：ダンス☆マン／歌：鎮西寿々歌・ニャンちゅう・ベラボラ

## 主なコーナー
- クイズ!宇宙に夢チュー
- 地球キッズニュース
- 地球応援団
- 宇宙ねんど遺産
- イラスト・作品紹介
  - 地球のすきなもの
  - なりきりニャンちゅう
  - なりきりベラボラ
  - みんなの星
  - みんなのねんど作品

## 放送時間の変遷
ニャンちゅう!宇宙!放送チュー!
| 期間       | 期間       | 放送局・放送時間（JST） | 放送局・放送時間（JST）    | 放送局・放送時間（JST） | 放送局・放送時間（JST）    | 備考      |
| 期間       | 期間       | 本放送                  | 本放送                     | 再放送                  | 再放送                     | 備考      |
| ---------- | ---------- | ----------------------- | -------------------------- | ----------------------- | -------------------------- | --------- |
| 2018.04.08 | 2021.03.21 | NHK Eテレ               | 日曜 17:00 - 17:25（25分） | NHK BSプレミアム        | 金曜 11:15 - 11:40（25分） | [ 注 8 ]  |
| 2021.04.04 | 2022.04.03 | NHK Eテレ               | 日曜 17:00 - 17:25（25分） | （放送なし）            | （放送なし）               | [ 注 9 ]  |
| 2022.04.10 | 2023.03.26 | NHK Eテレ               | 日曜 07:00 - 07:25（25分） | NHK Eテレ               | 日曜 17:00 - 17:25（25分） |           |
| 2023.04.06 | 2024.03.31 | NHK Eテレ               | 木曜 16:10 - 16:35（25分） | NHK Eテレ               | 日曜 07:00 - 07:25（25分） | [ 注 10 ] |
| 2024.04.05 | 2025.03.27 | NHK Eテレ               | 金曜 16:10 - 16:40（30分） | NHK Eテレ               | 日曜 07:00 - 07:30（30分） | [ 注 11 ] |
| 2025.04.03 | 現在       | NHK Eテレ               | 日曜 07:00 - 07:30（30分） | NHK Eテレ               | 水曜 16:30 - 17:00（30分） | [ 注 12 ] |

ニャンちゅう!宇宙!放送チュー!ミニ
| 放送局    | 期間       | 期間       | 放送時間（JST）           |
| --------- | ---------- | ---------- | ------------------------- |
| NHK Eテレ | 2018.04.12 | 2021.03.25 | 木曜 17:35 - 17:40（5分） |

## スタッフ
- 人形操演 - 磯辺美恵子、髙橋弘一
- 構成 - 岩崎う大、佐藤満春、本田美奈子
- アートディレクション - 福田哲丸
- CG・アニメーション - 加藤ちあき、持田寛大、ヒゲプロ
- キャラクターデザイン - 岡部久義
- 人形製作 - 加藤晃、アートビークルー
- 衣装デザイン - 東美名子(ミライ)
- 衣装製作 - 森亮介(タラスズ)、関根純子(ミライ)、福地明子(ミライ)、清水喜代美(ミライ)
- 音楽 - ダンス☆マン、トクマルシューゴ、石上葵
- 音響効果 - 中嶋宏規
- 振付 - 櫻川絵里花
- 演出 - 廣川雅信、鈴木信博
- 制作統括 - 笹山麻衣
- 制作 - NHKエデュケーショナル
- 制作協力 - 81プロデュース
- 製作・著作 - NHK

### ニャンちゅうズ
- 脚本 - 金杉弘子
- 演出 - 84yen、Ao Umino、MATSUMO、谷町クダリ、山北麻由子
- 監督 - 前田地生
- キャラクター・美術デザイン - kichi
- ロゴデザイン - TOHRU MiTSUHASHi
- アニメーションライブラリ構築 - fla3
- プロデューサー - 大澤わかな
- アニメーションプロデューサー - 宮本逸雄
- アニメーション制作 - 冨嶽
- 製作 - ニャンちゅうズ製作委員会(ユニバーサルミュージック、81プロデュース、NHKエデュケーショナル、ムービック、冨嶽)